# Promenades primesautières
 (octobre 2010).
Si vous disposez d'ouvrages ou d'articles de référence ou si vous connaissez des sites web de qualité traitant du thème abordé ici, merci de compléter l'article en donnant les références utiles à sa vérifiabilité et en les liant à la section « Notes et références ».
 Promenades primesautières à travers la philosophie  est un recueil de nouvelles philosophiques publié en 2004 par Yves Séméria qui désirait créer un outil d'introduction à la philosophie.

## Présentation
Ce livre est subdivisé en différentes nouvelles qui reprennent chacune la mise en scène modernisée de grandes théories philosophiques. 15 nouvelles vont ainsi se succéder avec chaque fois à leur la présentation de la théorie philosophique utilisée et une mise en situation de celle-ci dans l'Histoire.
Ouvrage d’introduction à la philosophie, il recadre les enseignements des principaux philosophes par des histoires « modernes » mais surtout plus proches de notre quotidien. L'ouvrage se veut ludique et reprend les éléments de l'histoire d'origine.
Exemples de philosophes présentés : Épictète, saint Augustin, Kant, Platon, Ockham, Zénon, Pascal…
Le but de cette œuvre est de sortir la philosophie des bibliothèques pour la remettre là où elle naît, dans la rue. D'expliquer les idées philosophiques en se basant sur notre quotidien actuel sans nous obliger à nous projeter dans les situations du passé.

## Analyse et commentaires
Cet ouvrage est destiné autant aux amateurs de philosophie qu'aux néophytes. Le Candide y trouvera une introduction et les plus expérimentés y trouveront probablement une détente dans leur goût.

## Chapitres/Nouvelles

### Le genou d'Épictète
Quand le football rencontre l'Antiquité et où l'on démontre qu'un entraîneur de foot peut philosopher sans le savoir.

### Les quatre-z-yeux du sagebantou
Sagesse du Cameroun et vision lapidaire de Platon

### Le fleuve d'Héraclite
L'impermanence des choses

### Le tas de sable deCarnéade
La relativité des choses, qu'est-ce que « peu », qu'est-ce que « beaucoup », où est la limite ?

### Le critérium d'Augustin
À prendre ou à laisser, peu importe si récompense il y a ou non, saint Augustin revisité

### Le puits deThalès
Le destin tragique des savants

### L'œuf desstoïciens
Les stoïciens cuisinés à la manière du chef

### L'homme invisible dePlaton
Parallèle entre l'histoire de H. G. Wells et l'histoire du berger Gygès de Platon avec son anneau d'or d'invisibilité.

### Nietzscheet la pensée qui tue
"La chair a trop de puissance sur l'âme" rêve le copiste Enguerrand mais quelle dilemme que de recopier des textes d'Aristote et d'écouter celui qui sera Saint-Thomas d'Aquin.

### La main deZénonle Chypriote
Représentation, assentiment et compréhension mènent à la science dit le petit professeur de collège avec ses mains. Discours sur l'importance de la connaissance et du danger à trop catégoriser en utile et inutile.

### Les colonnes d'Alain
Discours sur le réel: le réel est-ce ce que l'on voit, l'on regarde ou que l'on perçoit?

### Blagues des philosophes
Présentation du concept de sophisme, quand un crétois énonce que tous les crétois sont des menteurs, que faut-il en penser?

### Le roseau dePascal
Leçon sur la relativité de notre position et discours sur le roseau qui plie mais ne se rompt point.

### Lerasoir d'Ockham
Se casser la tête est souvent inutile car beaucoup de solutions sont les plus simples et les plus économiques. Fiction d'une frange de la vie du frère Guillaume du monastère d'Ockham en parallèle d'une démonstration des théories de la relativité et des théories cosmiques.

### L'homme qui ne mentait jamais deKant
Si un homme qui a bafoué l'autorité vient de demander hospitalité sous votre toit, même si sa cause est noble, la morale vous permet-elle pour autant de mentir quand l'on viendra vous questionner sur cet homme même si c'est l'autorité bafouée qui le recherche afin de lui faire subir un sort final?

## Citations
Extraits du livre:
- « Pourquoi un salaud, se demanda Maurice. Je ne mens jamais, tout simplement. » (L'Homme qui ne mentait jamais de Kant  - éd. Aléa, p. 195)
- « Mais l'œuf à la stoïque, c'était comme la fameuse clef du champ de tir » ("L'Œuf des stoïciens", p. 85)
- « Où voulez-vous, de nos jours, enseigner la philosophie, si c’est justement dans la rue ? Et n’est pas dans la cité qu’elle naquit ? » ("Le tas de sable de Carnéade", p. 54)
- « Décidément, on ne peut descendre deux fois …le même fleuve » ("Le Fleuve d'Héraclite", p. 46)